# Škrlatni luk
Škrlatni luk (znanstveno ime Allium kermesinum) najdemo na travnikih in poraslih meliščih od montanskega do alpinskega pasu. Glede na Gradivo za Atlas flore Slovenije je razširjen samo v Kamniških Alpah in sicer v kvadrantih 9652/4, 9653/1, 9653/2, 9653/3, 9653/4 in 9753/2 . Je eden najznačilnejših primerov konservativnega endemizma jugovzhodnih apneniških Alp.